# Kalagaun
Kalagaun – gaun wikas samiti w zachodniej części Nepalu w strefie Rapti w dystrykcie Salyan. Według nepalskiego spisu powszechnego z 2011 roku liczył on 1378 gospodarstw domowych i 6930 mieszkańców (3671 kobiet i 3259 mężczyzn).